# Žirafa
Žiráfa (znanstveno ime Giraffa) je visok afriški sesalec. Natančneje, gre za sodoprstega kopitarja. Je najvišja živa kopenska žival in največji prežvekovalec na Zemlji. Tradicionalno je veljalo, da so žirafe ena vrsta, Giraffa camelopardalis, z devetimi podvrstami. Leta 2021 so raziskovalci predlagali razdelitev rodu žiraf na štiri obstoječe vrste zaradi novih raziskav njihove mitohondrijske in jedrne DNK ter morfoloških meritev. Iz fosilnih zapisov je znanih sedem drugih izumrlih vrst žiraf.
Glavne značilnosti žirafe so izjemno dolg vrat in noge, rogovom podobni izrastki na glavi in lisasti vzorci dlake. Uvrščena je v družino Giraffidae, skupaj s svojim najbližjim obstoječim sorodnikom, okapijem (Okapia johnstoni). Njen razpršen obseg sega od Čada na severu do Južne Afrike na jugu in od Nigra na zahodu do Somalije na vzhodu. Žirafe običajno naseljujejo savane in gozdove. Njihov vir hrane so listi, plodovi in cvetovi lesnatih rastlin, predvsem vrst akacije, po katerih brskajo na višinah, ki jih večina drugih rastlinojedcev ne doseže.
Levi, leopardi, lisaste hijene in afriški hijenski psi lahko plenijo žirafe. Žirafe živijo v čredah sorodnih samic in njihovih potomcev ali samskih čredah nepovezanih odraslih samcev, vendar so družinske in se lahko zbirajo v velikih skupinah. Samci vzpostavljajo družbeno hierarhijo z borbo z vratom, kjer se vrat uporablja kot orožje. Prevladujoči samci dobijo paritveni dostop do samic, ki so izključno odgovorne za vzgojo mladičev.
Žirafa je zaradi svojega posebnega videza navdušila različne starodavne in sodobne kulture in je bila pogosto predstavljena na slikah, knjigah in risankah. Svetovna zveza za varstvo narave (IUCN) jo uvršča med ranljive za izumrtje in je bila iztrebljen iz mnogih delov nekdanjega območja razširjenosti. Žirafe še vedno najdemo v številnih narodnih parkih in rezervatih divjadi, vendar ocene od leta 2016 kažejo, da je v divjini približno 97.500 članov žirafe. Leta 2010 jih je bilo več kot 1600 v živalskih vrtovih.

## Etimologija
Ime žirafa ima svoj najzgodnejši znani izvor v arabski besedi zarāfah (زرافة), morda izposojeni iz somalskega imena živali geri. Arabsko ime je prevedeno kot 'hitri sprehajalec'.

## Taksonomija
Carl Linnaeus je žive žirafe prvotno leta 1758 uvrstil v eno vrsto. Dal ji je binomsko ime Cervus camelopardalis. Morten Thrane Brünnich je leta 1762 uvrstil rod žiraf. Ime vrste camelopardalis izhaja iz latinščine.

### Evolucija
|  | Cervidae                                              |
|  |                                                       |
|  | \| \| Bovidae \| \| \| \| \| \| Moschidae \| \| \| \| |
|  |                                                       |
|  | Bovidae                                               |
|  |                                                       |
|  | Moschidae                                             |
|  |                                                       |

|  | Bovidae   |
|  |           |
|  | Moschidae |
|  |           |

|  | Cervidae                                              |
|  |                                                       |
|  | \| \| Bovidae \| \| \| \| \| \| Moschidae \| \| \| \| |
|  |                                                       |
|  | Bovidae                                               |
|  |                                                       |
|  | Moschidae                                             |
|  |                                                       |

|  | Bovidae   |
|  |           |
|  | Moschidae |
|  |           |

|  | Cervidae                                              |
|  |                                                       |
|  | \| \| Bovidae \| \| \| \| \| \| Moschidae \| \| \| \| |
|  |                                                       |
|  | Bovidae                                               |
|  |                                                       |
|  | Moschidae                                             |
|  |                                                       |

|  | Bovidae   |
|  |           |
|  | Moschidae |
|  |           |

|  | Cervidae                                              |
|  |                                                       |
|  | \| \| Bovidae \| \| \| \| \| \| Moschidae \| \| \| \| |
|  |                                                       |
|  | Bovidae                                               |
|  |                                                       |
|  | Moschidae                                             |
|  |                                                       |

|  | Bovidae   |
|  |           |
|  | Moschidae |
|  |           |

Žirafa je eden od le dveh živih rodov družine Giraffidae v redu Artiodactyla, drugi pa je okapi. Družina je bila nekoč veliko obsežnejša, z več kot 10 opisanimi fosilnimi rodovi. Zdi se, da se je raztezanje vratu začelo zgodaj v rodu žirafe. Primerjave med žirafami in njihovimi starodavnimi sorodniki kažejo, da so se vretenca blizu lobanje podaljšala prej, čemur sledi podaljšanje vretenc nižje. Eden od zgodnjih prednikov žirafe je bil Canthumeryx, ki je bil različno datiran, da je živel pred 25–20 milijoni let (ma), 17–15 milijonov let ali 18–14,3 ma in katerega nahajališča so bila najdena v Libiji. Ta žival je bila srednje velika, vitka in podobna antilopi. Giraffokeryx se je pojavil 15 milijonov let na indijski podcelini in je spominjal na okapija ali majhno žirafo ter je imel daljši vrat in podobne osikone. Giraffokeryx je morda delil klado z bolj masivnimi žirafami, kot sta Sivatherium in Bramatherium.
Žirafe, kot so Palaeotragus, Sansitherium in Samotherium, so se pojavile 14 milijonov let pred sedanjostjo in živele po vsej Afriki in Evraziji. Te živali so imele gole osikone in majhne lobanjske sinuse ter bile daljše s širšimi lobanjami. Paleotragus je bil podoben okapiju in je bil morda njegov prednik. Drugi ugotavljajo, da se je linija okapija razšla že prej, pred Giraffokeryx. Samotherium je bil še posebej pomemben prehodni fosil v rodu žirafe, saj so bila njegova vratna vretenca po dolžini in strukturi vmesna med sodobno žirafo in okapijem ter so bila bolj navpična kot okapijeva. Bohlinia, ki se je prvič pojavila v jugovzhodni Evropi in je živela pred 9–7 milijonov let, je bila verjetno neposredna prednica žirafe. Bohlinia je bila zelo podobna sodobnim žirafam, saj je imela dolg vrat in noge ter podobne osikone in zobovje.
Bohlinia je prišla na Kitajsko in severno Indijo kot odgovor na podnebne spremembe. Od tam se je razvil rod Giraffa in okoli 7 milijonov let vstopil v Afriko. Nadaljnje podnebne spremembe so povzročile izumrtje azijskih žiraf, medtem ko so afriške žirafe preživele in se razširile v več novih vrst. Zdi se, da so se žive žirafe pojavile okoli 1 milijona let v vzhodni Afriki v pleistocenu. Nekateri biologi predlagajo, da so sodobne žirafe potomci G. jumae, drugi menijo, da je G. gracilis bolj verjeten kandidat. G. jumae je bila večja in bolje grajena, G. gracilis pa manjša in lažje grajena.
Spremembe iz obsežnih gozdov v bolj odprte habitate, ki so se začele 8 milijonov let nazaj, naj bi bile glavno gonilo za razvoj žiraf. V tem času so tropske rastline izginile in so jih nadomestile sušne rastline C4, v vzhodni in severni Afriki ter zahodni Indiji pa se je pojavila suha savana. Nekateri raziskovalci so domnevali, da je ta novi habitat skupaj z drugačno prehrano, vključno z vrstami akacije, morda izpostavil prednike žirafe toksinom, ki so povzročili višje stopnje mutacij in višjo stopnjo evolucije. Tudi vzorci dlake sodobnih žiraf so morda sovpadali s temi spremembami habitata. Domneva se, da so imele azijske žirafe bolj okapi podobne barve.
Genom žirafe je dolg približno 2,9 milijarde baznih parov v primerjavi s 3,3 milijarde baznih parov okapija. Od beljakovin v genih žirafe in okapija je 19,4 % enakih. Razhajanje rodov žirafe in okapija sega okoli 11,5 milijona let. Zdi se, da je majhna skupina regulatornih genov v žirafi odgovorna za rast živali in s tem povezane prilagoditve krvnega obtoka.

### Vrste in podvrste
Svetovna zveza za varstvo narave (IUCN) trenutno priznava samo eno vrsto žirafe z devetimi podvrstami. V 1900-ih so bile predlagane različne taksonomije z dvema ali tremi vrstami. Študija iz leta 2007 o genetiki žiraf z uporabo mitohondrijske DNK je pokazala, da bi bilo mogoče prepoznati vsaj šest rodov kot vrste. Študija iz leta 2011 z uporabo podrobne analize morfologije žiraf in uporabe koncepta filogenetskih vrst je opisala osem vrst živih žiraf. Študija iz leta 2016 je tudi ugotovila, da so tudi sedaj živeče žirafe razdeljene v več vrst. Raziskovalci so predlagali obstoj štirih vrst, ki si med seboj niso izmenjale genetskega materiala že vsaj 1 do 2 milijona let.
Študija iz leta 2020 je pokazala, da je glede na izbrano metodo mogoče upoštevati različne taksonomske hipoteze, ki prepoznajo od dveh do šest vrst za rod žirafe. Ta študija je tudi pokazala, da lahko večvrstne koalescentne metode privedejo do taksonomske prekomerne delitve, saj te metode razmejujejo geografske strukture in ne vrste. Hipoteza o treh vrstah, ki priznava G. camelopardalis, G. giraffo in G. tippelskirchi, je močno podprta s filogenetskimi analizami in je podprta tudi z večino populacijsko genetskih in večvrstnih koalescentnih analiz. Študija sekvenciranja celotnega genoma iz leta 2021 kaže na obstoj štirih različnih vrst in sedmih podvrst.
Naslednja tabela primerja različne hipoteze o taksonomiji žiraf. Stolpec z opisom prikazuje tradicionalnih devet podvrst v hipotezi o eni vrsti.
| Opis | Slika | Taksonomija osmih vrst | Taksonomija štirih vrst | Taksonomija treh vrst |
| --- | ----- | --- | --- | --- |
| Kordofanska žirafa (G. c. antiquorum) je razširjena v južnem Čadu, Srednjeafriški republiki, severnem Kamerunu in severovzhodni DR Kongo. Populacije v Kamerunu so bile prej vključene v G. c. peralta, vendar to ni bilo pravilno. V primerjavi z nubijsko žirafo ima ta podvrsta manjše in bolj nepravilne vzorce madežev. Njegove lise lahko najdemo pod skočnim sklepom in notranjostjo nog. Pri samcih je prisotna srednja kepa. Nekaj 2000 naj bi jih ostalo v divjini. Obstaja precejšnja zmeda glede statusa te podvrste in G. c. peralta v živalskih vrtovih. Leta 2007 so vsi domnevni G. c. peralta v evropskih živalskih vrtovih se je izkazalo, da je pravzaprav G. c. antiquorum. S tem popravkom jih v živalskih vrtovih hranijo približno 65. |       | Kordofanska žirafa (G. antiquorum) | Severna žirafa (G. camelopardalis) Tri ali štiri podvrste: - G. c. antiquorum - G. c. camelopardalis - G. c. peralta - G. c. reticulata (samo v hipotezi treh vrst) | Severna žirafa (G. camelopardalis) Tri ali štiri podvrste: - G. c. antiquorum - G. c. camelopardalis - G. c. peralta - G. c. reticulata (samo v hipotezi treh vrst) |
| Nubijska žirafa (G. c. camelopardalis), najdemo jo v vzhodnem Južnem Sudanu in jugozahodni Etiopiji, poleg Kenije in Ugande. Ima ostro opredeljene lise kostanjeve barve, obkrožene z večinoma belimi črtami, medtem ko na spodnji strani manjkajo lise. Mediana kepa je še posebej razvita pri samcih.:51 Domneva se, da jih je v divjini ostalo okoli 2150, še 1500 posameznikov pa pripada Rothschildovemu ekotipu. Z dodajanjem Rothschildove žirafe k nubijski podvrsti je nubijska žirafa zelo pogosta v ujetništvu, čeprav je prvotni fenotip redek – skupina se hrani v živalskem vrtu Al Ain v Združenih arabskih emiratih. Leta 2003 je ta skupina štela 14. |       | Nubijska žirafa (G. camelopardalis) Znana tudi kot Baringo žirafa ali Ugandska žirafa Dve podvrsti: - G. c. camelopardalis - G. c. rothschildi (Rothschildova žirafa) | Severna žirafa (G. camelopardalis) Tri ali štiri podvrste: - G. c. antiquorum - G. c. camelopardalis - G. c. peralta - G. c. reticulata (samo v hipotezi treh vrst) | Severna žirafa (G. camelopardalis) Tri ali štiri podvrste: - G. c. antiquorum - G. c. camelopardalis - G. c. peralta - G. c. reticulata (samo v hipotezi treh vrst) |
| Rothschildova žirafa (G. c. rothschildi) je lahko ekotip G. camelopardalis. Njen obseg vključuje dele Ugande in Kenije. Njena prisotnost v Južnem Sudanu je negotova. Ta žirafa ima velike temne lise, ki imajo običajno popolne robove, lahko pa imajo tudi ostre robove. Temne lise imajo lahko v sebi tudi blede žarkaste črte ali proge. Pegavost redko seže pod skočni sklep in skoraj nikoli do kopit. Ta ekotip lahko razvije tudi pet rogov . Približno 1500 posameznikov, za katere se domneva, da ostajajo v naravi in več kot 450 jih hranijo v živalskih vrtovih. Po genetski analizi okoli septembra 2016 je sorodna z nubijsko žirafo (G. c. camelopardalis). |       | Nubijska žirafa (G. camelopardalis) Znana tudi kot Baringo žirafa ali Ugandska žirafa Dve podvrsti: - G. c. camelopardalis - G. c. rothschildi (Rothschildova žirafa) | Severna žirafa (G. camelopardalis) Tri ali štiri podvrste: - G. c. antiquorum - G. c. camelopardalis - G. c. peralta - G. c. reticulata (samo v hipotezi treh vrst) | Severna žirafa (G. camelopardalis) Tri ali štiri podvrste: - G. c. antiquorum - G. c. camelopardalis - G. c. peralta - G. c. reticulata (samo v hipotezi treh vrst) |
| Zahodnoafriška žirafa (G. c. peralta) je endemična za jugozahodni Niger. Ta žival ima svetlejšo dlako (krzno) kot druge podvrste, z rdečimi lisami v obliki rež, ki segajo pod skočni sklep. Osikoni so bolj pokončni kot pri drugih podvrstah in samci imajo dobro razvite srednje grude. Je najbolj ogrožena podvrsta znotraj žirafe, saj je v divjini le še 400 osebkov. Prej je veljalo, da žirafe v Kamerunu pripadajo tej vrsti, v resnici pa so G. c. antiquorum. Ta napaka je povzročila nekaj zmede glede njenega statusa v živalskih vrtovih, vendar je bilo leta 2007 ugotovljeno, da so vse "G. c. peralta", ki jih hranijo v evropskih živalskih vrtovih, dejansko G. c. antiquorum. Ista študija iz leta 2007 je pokazala, da je bila zahodnoafriška žirafa tesneje povezana z Rothschildovo žirafo kot Kordofansko, njen prednik pa se je morda preselil iz vzhodne v severno Afriko in nato na njeno trenutno območje z razvojem puščave Sahare. Največje je Čadsko jezero je morda delovalo kot ovira med zahodnoafriškimi in kordofanskimi žirafami v holocenu (pred 5000 pr. n. št.) |       | Zahodnoafriška žirafa (G. peralta), Znana tudi kot Nigerska žirafa ali Nigerijska žirafa                                                                              | Severna žirafa (G. camelopardalis) Tri ali štiri podvrste: - G. c. antiquorum - G. c. camelopardalis - G. c. peralta - G. c. reticulata (samo v hipotezi treh vrst) | Severna žirafa (G. camelopardalis) Tri ali štiri podvrste: - G. c. antiquorum - G. c. camelopardalis - G. c. peralta - G. c. reticulata (samo v hipotezi treh vrst) |
| Mrežasta žirafa (G. c. reticulata) izvira iz severovzhodne Kenije, južne Etiopije in Somalije. Njen značilen vzorec dlake je sestavljen iz rdečkasto rjavih poligonalnih lis z ostrimi robovi, razdeljenih z mrežo tankih belih črt. Pege se lahko razširijo pod skočni sklep ali pa tudi ne, pri samcih pa je prisotna srednja kepa. Ocenjuje se, da je v divjini še 8660 posameznikov in na podlagi evidenc Mednarodnega informacijskega sistema o vrstah jih več kot 450 hranijo v živalskih vrtovih. |       | Mrežasta žirafa (G. reticulata), Znana tudi kot Somalijska žirafa | Mrežasta žirafa (G. reticulata), Znana tudi kot Somalijska žirafa                                                                                                   | |
| Angolska žirafa (G. c. angolensis); najdemo jo v severni Namibiji, jugozahodni Zambiji, Bocvani in zahodnem Zimbabveju. Genetska študija iz leta 2009 o tej podvrsti je pokazala, da populacija severne puščave Namib in narodnega parka Etoša tvorita ločeno podvrsto. Ta podvrsta ima velike rjave lise z nekoliko zarezanimi robovi ali kotnimi podaljški. Vzorec madežev se razteza skozi noge, ne pa tudi na zgornji del obraza. Obliži na vratu in zadnjici so po navadi precej majhni. Podvrsta ima tudi belo uho. Ocenjuje se, da bo v naravi ostalo približno 13.000 živali; in približno 20 jih hranijo v živalskih vrtovih. |       | Angolska žirafa (G. angolensis) Znana tudi kot Namibijska žirafa | Južna žirafa (G. giraffa) Dve podvrsti: - G. g. angolensis - G. g. giraffa                                                                                          | Južna žirafa (G. giraffa) Dve podvrsti: - G. g. angolensis - G. g. giraffa                                                                                          |
| Južnoafriška žirafa (G. c. giraffa) najdemo jo v severni Južni Afriki, južni Bocvani, južnem Zimbabveju in jugozahodnem Mozambiku. Ima temne, nekoliko zaobljene lise "z nekaj finimi izboklinami" na rjavorjavi barvi ozadja. Pege se raztezajo po nogah in se med tem zmanjšajo. Mediana kepa samcev je manj razvita. Ocenjuje se, da jih bo v naravi ostalo največ 31.500, okoli 45 pa jih hranijo v živalskih vrtovih. |       | Južnoafriška žirafa (G. giraffa) Znana tudi kot Kapska žirafa | Južna žirafa (G. giraffa) Dve podvrsti: - G. g. angolensis - G. g. giraffa                                                                                          | Južna žirafa (G. giraffa) Dve podvrsti: - G. g. angolensis - G. g. giraffa                                                                                          |
| Masajska žirafa (G. c. tippelskirchi) najdemo v osrednji in južni Keniji ter v Tanzaniji. Njegovi vzorci dlake so zelo raznoliki, s pegami, ki se razlikujejo od skoraj okroglih in gladkih robov do ovalne oblike in zarezanih ali zaobljenih robov. Mediana izboklina je običajno prisotna pri samcih. Skupno naj bi jih v divjini ostalo 32.550, približno 100 pa jih hranijo v živalskih vrtovih. |       | Masajska žirafa (G. tippelskirchi) Znan tudi kot Kilimandžaro žirafa                                                                                                  | Masajska žirafa (G. tippelskirchi) Dve podvrsti: - G. t. tippelskirchi - G. t. thornicrofti                                                                         | Masajska žirafa (G. tippelskirchi) Dve podvrsti: - G. t. tippelskirchi - G. t. thornicrofti                                                                         |
| Thornicroftova žirafa (G. c. thornicrofti) je omejena na dolino Luangwa v vzhodni Zambiji. Obliži so zarezani in nekoliko zvezdasti in se lahko razširijo čez noge ali pa tudi ne. Srednji del samcev je nerazvit. V naravi jih ni ostalo več kot 550, nobena pa v živalskih vrtovih. Ime je dobila po Harryju Scottu Thornicroftu). |       | Thornicroftova žirafa ("G. thornicrofti") Znana tudi kot Luangwa žirafa ali Rodezijska žirafa                                                                         | Masajska žirafa (G. tippelskirchi) Dve podvrsti: - G. t. tippelskirchi - G. t. thornicrofti                                                                         | Masajska žirafa (G. tippelskirchi) Dve podvrsti: - G. t. tippelskirchi - G. t. thornicrofti                                                                         |

Prva izumrla vrsta, ki je bila opisana, je bila Giraffa sivalensis Falconer in Cautley 1843, ponovna ocena vretenca, ki je bil sprva opisan kot fosil žive žirafe. Čeprav taksonomsko mnenje o nekaterih imenih morda manjka, objavljene izumrle vrste vključujejo:
- Giraffa gracilis
- Giraffa jumae
- Giraffa priscilla
- Giraffa pomeli
- Giraffa punjabiensis
- Giraffa pygmaea
- Giraffa sivalensis
- Giraffa stillei

## Videz in anatomija
Popolnoma odrasle žirafe so visoke 4,3–5,7 m, pri čemer so samci višji od samic. Povprečna teža odraslega samcaje 1192 kg, odrasla samica pa 828 kg. Kljub dolgemu vratu in nogam je žirafino telo razmeroma kratko.   Koža žirafe je večinoma siva ali rjava in lahko doseže debelino 20 mm.  80–100 centimetrov dolg rep se konča z dolgim, temnim šopom dlak in se uporablja kot obramba pred žuželkami.
Dlaka ima temne lise ali zaplate, ki so lahko oranžne, kostanjeve, rjave ali skoraj črne, ločene s svetlimi dlakami, običajno bele ali kremne barve. Samci žirafe s staranjem postanejo temnejši. Vzorec kožuha naj bi služil kot kamuflaža v vzorcih svetlobe in sence savanskih gozdov. Ko stojijo med drevesi in grmovjem, jih je težko videti na razdalji nekaj metrov. Vendar pa se odrasle žirafe premikajo, da bi dobile najboljši pogled na bližajočega se plenilca, pri čemer se zanašajo na svojo velikost in sposobnost obrambe, ne pa na kamuflažo, ki je morda pomembnejša za teleta. Vsaka posamezna žirafa ima edinstven vzorec kožuha. Teleta žirafe podedujejo nekatere lastnosti vzorca od svojih mater, variacije nekaterih pikčastih lastnosti pa so povezane s preživetjem novorojenčkov. Koža pod lisami lahko služi kot okna za termoregulacijo, saj so mesta za kompleksne sisteme krvnih žil in velike znojne žleze.
Krzno lahko daje živali kemično obrambo, saj ji njeni repelenti proti parazitom dajejo značilen vonj. V kožuhu je vsaj 11 glavnih aromatičnih kemikalij, čeprav sta za večino vonja odgovorna indol in 3-metilindol. Ker imajo samci močnejši vonj kot samice, ima lahko vonj tudi spolno funkcijo.

### Glava
Oba spola imata izrazite rogovom podobne strukture, imenovane osikoni, ki so oblikovani iz okostenele hrustančevine, prekrite s kožo in zraščene z lobanjo pri temeskih kosteh. Ker so osikoni ožiljeni, imajo lahko vlogo pri termoregulaciji in se uporabljajo v boju med samci. Videz je zanesljiv vodnik o spolu ali starosti žirafe: osikoni samic in mladičev so tanki in imajo na vrhu šopke dlake, medtem ko se pri odraslih samcih končajo s kljukicami in so na vrhu ponavadi plešasti. Poleg tega se na sprednjem delu lobanje pojavi srednja izboklina, ki je bolj izrazita pri samcih. Samci razvijejo usedline kalcija, ki tvorijo izbokline na lobanji, ko se starajo. Več sinusov olajša žirafino lobanjo.  Vendar pa, ko se samci starajo, postanejo njihove lobanje težje in bolj paličaste, kar jim pomaga, da postanejo bolj dominantni v boju. Okcipitalni kondili lobanje omogočajo živali, da nagne glavo naravnost navzgor in z jezikom zagrabi hrano na vejah zgoraj.
Oči žirafe, ki so na obeh straneh glave, ji dajejo dober vid in široko vidno polje z velike višine.  Oko je večje kot pri drugih kopitarjih, z večjo površino mrežnice. Žirafe morda vidijo v barvah , njihov sluh in vonj pa sta ostra. Ušesa so premična, nosnice pa v obliki reže, kar je lahko prilagoditev proti pihanju peska.
Žirafin jezik je dolg približno 45 cm. Je črne barve, morda za zaščito pred sončnimi opeklinami in je uporaben za prijemanje listja in občutljivo odstranjevanje listov z vej.   Žirafina zgornja ustnica je prijemljiva in uporabna pri iskanju hrane ter je prekrita z dlako za zaščito pred trni. Papile pokrivajo jezik in notranjost ust. Zgornja čeljust ima trdo nebo in nima sprednjih zob. Kočniki in premolarji imajo nizko kronano, široko površino s skoraj kvadratnim prečnim prerezom.

### Noge, gibanje in drža
Sprednja in zadnja noga žirafe sta približno enaki. Polmer in ulna sprednjih nog sta členjena s karpusom, ki je strukturno enak človeškemu zapestju, vendar deluje kot koleno. Zdi se, da obešena vez omogoča, da dolge noge podpirajo veliko težo živali. Kopita velikih samcev žiraf dosežejo premer 31 cm × 23 cm. Zadnji del kopita je nizek, zaklep pa je blizu tal, kar omogoča nogi, da zagotavlja varnost. Žirafe nimajo rosnih krempljev in meddigitalnih žlez. Žirafina medenica, čeprav je relativno kratka, ima na zgornjih koncih razpršen ilium.
Žirafa pozna samo dva načina hoje: hojo in galop. Hoja poteka tako, da se noge premaknejo na eni strani telesa, nato pa isto storijo na drugi strani. Pri galopu se zadnje noge premikajo okoli sprednjih nog, preden se slednje premaknejo naprej, rep se pri tem zvije. Žival se zanaša na premike glave in vratu naprej in nazaj, da ohrani ravnotežje in nasprotni zagon med galopom.  Žirafa lahko doseže hitrost šprinta do 60 km/h in lahko vzdrži 50 km/h več kilometrov. Žirafe verjetno ne bi bile kompetentne plavalke, saj bi bile njihove dolge noge zelo okorne v vodi, čeprav bi lahko lebdele. Med plavanjem bi prsni koš obtežil sprednje noge, kar bi živali otežilo usklajeno premikanje vratu in nog ali držanje glave nad vodno gladino.
Žirafa počiva tako, da leži s telesom na prekrižanih nogah.  Da se uleže, žival poklekne na sprednje noge in nato spusti preostanek telesa. Da se dvigne, se najprej postavi na prednja kolena in zadaj postavi na zadnje noge. Nato iz klečeča preide v stojo na sprednjih nogah in potegne preostanek telesa navzgor ter zamahne z glavo za ravnotežje. Če se žirafa želi skloniti, da bi pila, bodisi razširi sprednje noge ali upogne svoja kolena. Študije v ujetništvu so pokazale, da žirafa spi občasno približno 4,6 ure na dan, večinoma ponoči. Običajno spi leže; vendar so zabeležili spanje stoje, zlasti pri starejših osebah. Za občasne kratke faze "globokega spanja" med ležanjem je značilno, da žirafa upogne vrat nazaj in nasloni glavo na bok ali stegno, položaj, za katerega se domneva, da kaže na paradoksalen spanec.

### Vrat
Žirafa ima izjemno podolgovat vrat, ki je lahko dolg do 2,4 m. Ob vratu je griva iz kratkih, pokončnih dlak. Vrat običajno leži pod kotom 50–60 stopinj, čeprav imajo mladiči bolj ravne vratove in počivajo pri 70 stopinjah.  Dolg vrat je posledica nesorazmernega podaljšanja vratnih vretenc, ne zaradi dodajanja več vretenc. Vsako vratno vretence je dolgo več kot 28 cm. Obsega 52–54 odstotkov dolžine žirafinega vretenca v primerjavi s 27–33 odstotki, značilnimi za podobne velike kopitarje, vključno z najbližjim živim sorodnikom, okapijem. To podaljšanje se večinoma zgodi po rojstvu, morda zato, ker bi matere žirafe težko kotile mladiče z enakimi razmerji vratu kot odrasli. Glavo in vrat žirafe držijo velike mišice in okrepljena nuhalna vez, ki so zasidrane z dolgimi hrbtnimi bodicami na sprednjih torakalnih vretencih, kar daje živali grbo.
Vratna vretenca žirafe imajo sferoidni sklep. Točka artikulacije med vratnim in torakalnim vretencem žirafe je pomaknjena tako, da leži med prvim in drugim prsnim vretencem (T1 in T2), za razliko od večine drugih prežvekovalcev, kjer je členek med sedmim vratnim vretencem (C7) in T1. To omogoča C7, da neposredno prispeva k povečani dolžini vratu in je dalo razlog za domnevo, da je T1 pravzaprav C8 in da so žirafe dodale dodatno vratno vretence. Vendar ta predlog ni splošno sprejet, saj ima T1 druge morfološke značilnosti, kot je sklepno rebro, ki se šteje za diagnostiko prsnih vretenc, in ker so za izjeme pri sesalskih mejah sedmih vratnih vretenc na splošno značilne povečane nevrološke anomalije in bolezni.
Obstaja več hipotez o evolucijskem nastanku in ohranjanju raztezka pri žirafih vratih. Charles Darwin je prvotno predlagal »hipotezo konkurenčnih rastlinojedov«, ki je bila izpodbijana šele pred kratkim. Namiguje, da je konkurenčni pritisk manjših rastlinojedov, kot so kudu, antilopa in impala, spodbudil raztezanje vratu, saj je žirafam omogočil, da dosežejo hrano, ki je konkurenti niso mogli. Ta prednost je resnična, saj se žirafe lahko hranijo do višine 4,5 m, medtem ko se lahko celo precej veliki konkurenti, kot je kudu, hranijo do le približno 2 m visoko. Obstajajo tudi raziskave, ki kažejo, da je konkurenca pri hranjenju intenzivna na nižjih ravneh in da se žirafe prehranjujejo učinkoviteje (z vsakim zaužitkom pridobivajo več biomase listov) visoko v krošnjah. Vendar se znanstveniki ne strinjajo glede tega, koliko časa žirafe porabijo za hranjenje na ravneh, ki so zunaj dosega drugih rastlinojedov, in študija iz leta 2010 je pokazala, da so odrasle žirafe z daljšim vratom dejansko utrpele višje stopnje umrljivosti v sušnih razmerah kot njihovi sorodniki s krajšim vratom. Ta študija kaže, da ohranjanje daljšega vratu zahteva več hranilnih snovi, kar ogroža žirafe z daljšim vratom med pomanjkanjem hrane.
Druga teorija, hipoteza spolne selekcije, predlaga, da so se dolgi vratovi razvili kot sekundarna spolna značilnost, kar daje samcem prednost v tekmovanjih z "vratom", da vzpostavijo prevlado in pridobijo dostop do spolno dovzetnih samic. V podporo tej teoriji so vratovi pri samcih daljši in težji kot pri ženskah iste starosti in samci ne uporabljajo drugih oblik boja. Vendar pa obstaja ugovor, ki ne razloži, zakaj imajo tudi samice žirafe  dolge vratove. Predlagano je bilo tudi, da vrat služi za večjo budnost živali.

### Notranji sistemi
Pri sesalcih je levi povratni laringealni živec daljši od desnega; pri žirafi je več kot 30 cm daljši. Ti živci so pri žirafi daljši kot pri kateri koli drugi živi živali; levi živec je dolg več kot 2 m. Vsaka živčna celica na tej poti se začne v možganskem deblu in poteka po vratu vzdolž vagusnega živca, nato pa se odcepi v ponavljajoči se laringealni živec, ki gre nazaj navzgor po vratu do grla. Tako imajo te živčne celice dolžino skoraj 5 m pri največjih žirafah. Izguba toplote z izhlapevanjem v nosnih prehodih ohranja žirafine možgane hladne. Oblika okostja daje žirafi majhen volumen pljuč glede na njeno maso. Njen dolg vrat ji daje veliko mrtvega prostora, kljub ozkemu sapniku. Ti dejavniki povečajo odpornost na zračni tok. Kljub temu lahko žival še vedno dovaja dovolj kisika v svoja tkiva, med tekom pa lahko poveča hitrost dihanja in razpršitev kisika.
Krvožilni sistem žirafe ima več prilagoditev za njeno veliko višino. Njeno srce, ki lahko tehta več kot 11 kg in meri približno 60 cm v dolžino, mora ustvariti približno dvakrat večji krvni tlak, ki je potreben za človeka, da vzdržuje pretok krvi v možgane. Kot taka je lahko stena srca debela do 7,5 cm. Žirafe imajo za svojo velikost nenavadno visok srčni utrip, pri 150 utripih na minuto. Ko žival spusti glavo, kri brez nasprotovanja steče navzdol in rete mirabile v zgornjem delu vratu z velikim prečnim prerezom preprečuje prekomerni pretok krvi v možgane. Ko se ponovno dvigne, se krvne žile zožijo in usmerijo kri v možgane, da žival ne omedli. Jugularne vene vsebujejo več (najpogosteje sedem) ventilov, ki preprečujejo pretok krvi nazaj v glavo iz spodnje votle vene in desnega atrija, medtem ko je glava spuščena. Nasprotno pa so krvne žile v spodnjih nogah pod velikim pritiskom zaradi teže tekočine, ki pritiska nanje. Za rešitev tega problema je koža spodnjih nog debela in napeta, kar preprečuje, da bi se vanje zlilo preveč krvi.
Žirafe imajo mišice požiralnika, ki so nenavadno močne, da omogočajo regurgitacijo hrane iz želodca navzgor po vratu in v usta za prežvekovanje. Imajo štiri prekatne želodce, kot pri vseh prežvekovalcih; prva komora se je prilagodila njihovi specializirani prehrani. Črevesje odrasle žirafe meri več kot 70 m v dolžino in ima relativno majhno razmerje med tankim in debelim črevesjem. Jetra žirafe so majhna in kompaktna.  Žolčnik je običajno prisoten med fetalnim življenjem, vendar lahko izgine pred rojstvom.

## Vedenje in ekologija

### Habitat in hranjenje
Žirafe običajno naseljujejo savane in odprte gozdove. Raje imajo Mimosoideae, Commiphora, Combretum in odprte gozdove Terminalia kot gostejša okolja, kot so gozdovi Brachystegia.  Angolsko žirafo lahko najdemo v puščavskih okoljih. Žirafe brskajo po vejicah dreves, raje imajo tiste iz poddružine Acacieae ter rodov Commiphora in Terminalia, ki so pomemben vir kalcija in beljakovin za vzdrževanje stopnje rasti žirafe. Hranijo se tudi z grmičevjem, travo in sadjem.  Žirafa dnevno poje približno 34 kg listja. Ko so pod stresom, lahko žirafe žvečijo lubje vej.  Zabeleženo je tudi, da žirafe žvečijo stare kosti.
V mokri sezoni je hrane v izobilju in žirafe so bolj razpršene, v sušnem obdobju pa se zbirajo okoli preostalih zimzelenih dreves in grmovnic. Matere se običajno hranijo na odprtih območjih, verjetno zato, da bi lažje odkrile plenilce, čeprav to lahko zmanjša njihovo učinkovitost hranjenja. Kot prežvekovalec žirafa svojo hrano najprej prežveči, nato jo pogoltne za predelavo in nato vidno preide napol prebavljeno žvečilko po vratu in nazaj v usta, da jo ponovno žveči. Žirafa kot prežvekovalec potrebuje manj hrane kot številni drugi rastlinojedi, ker ima listje, ki ga poje, bolj koncentrirane hranilne snovi in ima učinkovitejši prebavni sistem. Iztrebki živali so v obliki majhnih peletov. Ko ima žirafa dostop do vode, pije v presledkih, ki niso daljši od treh dni.
Žirafe močno vplivajo na drevesa, s katerimi se prehranjujejo, saj za nekaj let odložijo rast mladih dreves in dajo "pas" previsokim drevesom. Hranjenje je največje v prvih in zadnjih urah dneva. Med temi urami žirafe večinoma stojijo in prežvečujejo. Prežvekovanje je prevladujoča dejavnost ponoči, ko se večinoma izvaja leže.

### Socialno življenje
Žirafe običajno najdemo v skupinah, ki se razlikujejo po velikosti in sestavi glede na ekološke, antropogene, časovne in družbene dejavnike. Tradicionalno je bila sestava teh skupin opisana kot odprta in nenehno spreminjajoča se. Za raziskovalne namene je bila »skupina« opredeljena kot »zbirka posameznikov, ki so narazen manj kot kilometer in se gibljejo v isti splošni smeri«. Novejše študije so pokazale, da imajo žirafe dolgotrajna družbena združenja in lahko tvorijo skupine ali pare na podlagi sorodstva, spola ali drugih dejavnikov, te skupine pa se redno povezujejo z drugimi skupinami v večjih skupnostih ali podskupnostih znotraj fisijsko-fuzijske družbe. Bližina ljudi lahko moti družbene ureditve. Masajske žirafe v Tanzaniji živijo v različnih družbenih podpopulacijah, ki se prostorsko prekrivajo, vendar imajo različne stopnje razmnoževanja in preživetja telet.
Število žiraf v skupini se lahko giblje od enega do 66 posameznikov. Skupine žiraf so običajno spolno ločene, čeprav se pojavljajo tudi mešane skupine, sestavljene iz odraslih samic in mladih samcev. Skupine samic so lahko matrilinijsko povezane. Na splošno so samice bolj selektivne kot moški pri tem, s kom se družijo glede posameznikov istega spola. Posebno stabilne skupine žiraf so tiste, ki jih sestavljajo matere in njihovi mladiči, ki lahko trajajo tedne ali mesece. Mladi samci se prav tako oblikujejo v skupine in se bodo igrali. Vendar, ko postanejo starejši, samci postanejo bolj samotni, lahko pa se tudi družijo v parih ali s skupinami žensk. Žirafe niso teritorialne, vendar imajo domače območje, ki se razlikuje glede na količino padavin in bližino človeških naselij. Samci žirafe občasno zaidejo daleč od območij, ki jih običajno obiskujejo.
Zgodnji biologi so predlagali, da so žirafe neme in ne morejo ustvariti dovolj hitrega pretoka zraka, da bi vibrirali svoje glasilke. Ravno nasprotno; zabeleženo je, da komunicirajo s smrčanjem, kihanjem, kašljanjem, sikanjem, rafali, stokanjem, godrnjanjem, renčanjem in zvoki, podobnimi flavti. Med dvorjenjem samci glasno kašljajo. Samice kličejo svoje mladiče z vpitjem. Teleta bodo oddajala smrčanje, blejanje, mukanje in mijavkanje. Smrkanje in sikanje pri odraslih je povezano z budnostjo. Ponoči se zdi, da žirafe med seboj brenčijo nad infrazvočnim območjem. Namen ni jasen. Dominantni samci se pokažejo drugim samcem s pokončno držo; pri togi hoji drži brado in glavo visoko in se jim približuje bočno. Manj dominantni pokažejo podrejenost tako, da spustijo glavo in ušesa s pomaknjeno brado, nato pa skočijo in bežijo.

### Reprodukcija in starševska skrb
Razmnoževanje žiraf je na splošno poligamno: nekaj starejših samcev se pari s plodnimi samicami. Samice se lahko razmnožujejo skozi vse leto in doživljajo estrus približno vsakih 15 dni. Samice žirafe v estrusu so razpršene po prostoru in času, zato reproduktivni odrasli samci sprejmejo strategijo gostovanja med skupinami samic, da iščejo priložnosti za parjenje, s periodičnim hormonsko povzročenim motnjanjem približno vsaka dva tedna. Samci imajo raje mlade odrasle samice pred mladoletnimi in starejšimi odraslimi.
Samci žirafe ocenjujejo plodnost samice tako, da okušajo urin samice za odkrivanje estrusa, v večstopenjskem procesu, znanem kot flehmen odziv. Ko odkrijejo samico v estrusu, ji bo samec poskušal dvoriti. Pri dvorjenju bodo prevladujoči samci držali podrejene na strani. Samec, ki dvori, lahko samici oblizne rep, nasloni glavo in vrat na njeno telo ali jo bobna s svojimi osikoni. Med parjenjem samec stoji na zadnjih nogah z dvignjeno glavo in sprednjimi nogami naslonjene na samice.
Brejost žirafe traja 400–460 dni, potem se običajno skoti eno tele, čeprav se v redkih primerih pojavijo dvojčki. Mati rodi stoje. Tele najprej izstopi z glavo in prednjimi nogami, potem ko je prebilo plodove membrane in pade na tla ter prereže popkovino. Novorojena žirafa je visoka 1,7–2 m. V nekaj urah po rojstvu lahko teliček teče naokoli in se skoraj ne razlikuje od enega tedenskega otroka. Vendar pa se prve do tri tedne večino časa skriva; vzorec dlake zagotavlja prikrivanje. Osikone, ki so ležali ravno v maternici, postanejo pokončni v nekaj dneh. 
Matere s telički se bodo zbirale v jasličnih čredah, se skupaj premikale ali hranile. Matere v takšni skupini lahko včasih pustijo teleta z eno samico, medtem ko se hranijo in pijejo drugje. To je znano kot "bazen za telitev". Odrasli samci ne igrajo skoraj nobene vloge pri vzgoji mladičev,  čeprav se zdi, da imajo prijateljske interakcije. Teleta so v nevarnosti plenilcev, mati žirafa pa bo stala nad svojim teletom in brcala bližajočega se plenilca. Samice, ki opazujejo bazene za telitev, bodo opozorile svoje mladiče le, če bodo zaznale motnjo, čeprav bodo druge opazile in sledile. Teleta se lahko odstavijo pri šestih do osmih mesecih, vendar lahko ostanejo pri materi do 14 mesecev.  Samice postanejo spolno zrele, ko so stare štiri leta, medtem ko samci dozorijo pri štirih ali petih letih. Spermatogeneza pri samcih žiraf se začne pri treh do štirih letih starosti. Samci morajo počakati, da so stari vsaj sedem let, da dobijo priložnost za parjenje.

## Rezmerje z ljudmi

### Kulturni pomen
Žirafa je bila s svojo preklasto zgradbo in lisastim plaščem vir fascinacije skozi celotno zgodovino človeštva, njena podoba pa je razširjena v kulturi. Uporabljali so jo za simbol fleksibilnosti, daljnovidnosti, ženskosti, krhkosti, pasivnosti, gracioznosti, lepote in same afriške celine.
Žirafe so bile upodobljene v umetnosti po vsej afriški celini, vključno s Kifijci, Egipčani in Kušiti.  Kifijci so bili odgovorni za skalno gravuro dveh žiraf v naravni velikosti, ki je bila naslikana pred 8000 leti in je bila imenovan za »največji petroglif skalne umetnosti na svetu«. Kako je žirafa dosegla svojo višino, je bilo predmet različnih afriških ljudskih legend. Prebivalci Tugen v sodobni Keniji so uporabili žirafo za upodobitev svojega boga Mda. Egipčani so dali žirafi lasten hieroglif, poimenovan 'sr' v staroegipčanskem in 'mmy' v kasnejših obdobjih.
Žirafe so prisotne v sodobni zahodni kulturi. Salvador Dalí jih je na nekaterih svojih nadrealističnih slikah upodobil z gorečimi grivami. Dalí je žirafo smatral za simbol moškosti, goreča žirafa pa naj bi bila »moška kozmična apokaliptična pošast«.  Žirafa je predstavljena v več otroških knjigah, vključno z Davida A. Uferja Žirafa, ki se je bala višine, Gilesa Andreaeja Žirafe ne morejo plesati in Roalda Dahla Žirafa in Pelly in jaz. Žirafe so se pojavljale v animiranih filmih, kot manjši liki v Disneyjevih Levji kralj in Dumbo ter v vidnejših vlogah v filmih The Wild in Madagaskar. Žirafa Sophie je priljubljena žirafa že od leta 1961. Druga znana izmišljena žirafa je maskota Toys "R" Us Žirafa Geoffrey.
Žirafo so uporabljali tudi za nekatere znanstvene poskuse in odkritja. Znanstveniki so pri razvijanju oblek za astronavte in lovske pilote preučili lastnosti žirafine kože , ker so ljudje v teh poklicih v nevarnosti, da se onesvestijo, če jim kri priteče v noge. Računalniški znanstveniki so modelirali vzorce plašča več podvrst z uporabo reakcijsko-difuzijskih mehanizmov. Ozvezdje Camelopardalis, odkrito v 17. stoletju, prikazuje žirafo. Ljudstvo Tswana v Bocvani tradicionalno vidi ozvezdje Crux kot dve žirafi – Acrux in Mimosa, ki tvorita samca in Gacrux in Delta Crusis, ki tvorita  samici.

### Ujetništvo
Egipčani so imeli žirafe kot hišne ljubljenčke in jih pošiljali po Sredozemlju.  Žirafa je bila med številnimi živalmi, ki so jih zbirali in razstavljali Rimljani. Prvo je v Rim prinesel Julij Cezar leta 46 pr. n. št. in jo razstavil javnosti.  S padcem Zahodnega rimskega cesarstva je bivanje žiraf v Evropi nazadovalo. V srednjem veku se je v Evropi zmanjšalo število žiraf. Žirafe so bile Evropejcem poznane že od nekdaj po stikih z Arabci, ki so žirafo spoštovali zaradi njenega posebnega videza.
Posamezne žirafe v ujetništvu so skozi zgodovino dobile status slavnih. Leta 1414 je bila žirafa poslana iz Malindija v Bengal. Nato jo je raziskovalec Zheng He odnesel na Kitajsko in jo postavil v živalski vrt dinastije Ming. Žival je bila vir fascinacije za Kitajce, ki so jo povezovali z mitskim Qilinom. Medičejska žirafa je bila žirafa, ki so jo leta 1486 predstavili Lorenzu Medičejskem. Ob prihodu v Firence je povzročila veliko razburjenje. Zarafa, še ena znana žirafa, je bila v začetku 19. stoletja pripeljana iz Egipta v Pariz kot darilo Mohameda Alija egiptovskega kralju Karlu X. Žirafa je bila predmet številnih spominkov ali "žirafanalij".
Žirafe so postale priljubljena atrakcija v sodobnih živalskih vrtovih, čeprav jih je težko ohranjati zdrave, saj zahtevajo široka območja in veliko hrane. Zdi se, da imajo žirafe v ujetništvu v Severni Ameriki in Evropi višjo stopnjo umrljivosti kot v divjini; vzroki smrti vključujejo slabe odločitve o reji, prehrani in upravljanju.  Žirafe v živalskih vrtovih kažejo stereotipno vedenje, najpogostejše je lizanje neprehrambenih izdelkov. Oskrbniki živalskega vrta lahko ponudijo različne dejavnosti za stimulacijo žiraf, vključno z usposabljanjem, da sprejemajo hrano od obiskovalcev.  Hlevi za žirafe so zgrajeni posebej visoko, da ustrezajo njihovi višini.

### Izkoriščanje
Žirafe so bile verjetno običajna tarča lovcev po vsej Afriki. Različni deli njihovih teles so bili uporabljeni za različne namene. Njihovo meso so uporabljali za hrano. Repne dlake so služile kot muharice, zapestnice, ogrlice in niti. Ščitniki, sandale in bobni so bili narejeni iz kože, strune glasbil pa iz kit. Dim iz žganih žirafovih kož so zdravilci iz Bugande uporabljali za zdravljenje krvavitev iz nosu. Ljudstvo Humr iz Kordofana uživajo pijačo Umm Nyolokh, ki je pripravljena iz jeter in kostnega mozga žiraf. Richard Rudgley je domneval, da bi Umm Nyolokh lahko vsebovala DMT (Dimetiltriptamin). Pijača naj bi povzročila halucinacije žiraf, za katere naj bi Humr verjeli, da so žirafini duhovi.

### Status zavarovanja
Leta 2016 je IUCN z vidika ohranjanja ocenila žirafe kot ranljive. Leta 1985 je bilo ocenjeno, da je bilo v divjini 155.000 žiraf. To se je leta 1999 zmanjšalo na več kot 140.000. Ocene od leta 2016 kažejo, da je v divjini približno 97.500 članov žirafe. Masajska in mrežasta podvrsta sta ogroženi, in podvrsta Rothschild je potencialno ogrožena. The Nubian subspecies is critically endangered. Nubijska podvrsta je kritično ogrožena.
Glavni vzroki za upad populacije žiraf so izguba habitata in neposredno ubijanje na trgih z mesom. Žirafe so bile iztrebljene iz velikega dela njihovega zgodovinskega območja, vključno z Eritrejo, Gvinejo, Mavretanijo in Senegalom. Morda so izginile tudi iz Angole, Malija in Nigerije, uvedene pa so bile v Ruando in Esvatini. Od leta 2010 jih je bilo v živalskih vrtovih, registriranih za Species360, več kot 1600 v ujetništvu. Uničenje habitata je žirafo prizadelo. V Sahelu je potreba po drvih in prostorih za pašo za živino povzročila krčenje gozdov. Običajno lahko žirafe sobivajo z živino, saj jim ne tekmujejo neposredno. Leta 2017 so hude suše na severu Kenije povzročile povečane napetosti in ubijanje divjih živali s strani pastirjev, pri čemer so bile zlasti prizadete populacije žiraf.
Zaščitena območja, kot so narodni parki, zagotavljajo pomemben habitat in zaščito pred lovom populacij žiraf. Prizadevanja za ohranjanje v skupnosti zunaj narodnih parkov so učinkovita tudi pri zaščiti žiraf in njihovih habitatov. Zasebni rezervati divjadi so prispevali k ohranjanju populacije žiraf v južni Afriki. Žirafa je v večini svojega območja zaščitena vrsta. Je nacionalna žival Tanzanije  in je zaščitena z zakonom in nepooblaščeno ubijanje lahko povzroči zaporno kazen. Konvencija o selitvenih vrstah, ki so jih podprli ZN, je leta 2017 izbrala žirafe za zaščito. Leta 2019 so bile žirafe navedene v Dodatku II Konvencije o mednarodni trgovini z ogroženimi vrstami (CITES), kar pomeni, da je mednarodna trgovina, vključno z deli/izvedenimi finančnimi instrumenti, urejena.
Translokacije se včasih uporabljajo za povečanje ali ponovno vzpostavitev zmanjšane ali iztrebljene populacije, vendar so te dejavnosti tvegane in jih je težko izvesti z uporabo najboljših praks obsežnih študij pred in po translokaciji ter zagotavljanja uspešne ustanovitvene populacije. Zračna raziskava je najpogostejša metoda spremljanja trendov populacije žiraf v obsežnih predelih afriških pokrajin brez cest, vendar je znano, da zračne metode slabo štejejo žirafe. Metode zemeljskega raziskovanja so natančnejše in jih je mogoče uporabiti v povezavi z zračnimi raziskavami za natančne ocene velikosti populacije in trendov. Fundacija za ohranjanje žiraf je bila kritizirana zaradi domnevnega slabega ravnanja z žirafami in žirafskimi znanstveniki.